# Corban Joseph
Corban Raymond Joseph (né le 28 octobre 1988 à Franklin, Tennessee, États-Unis) est un joueur de deuxième but des Ligues majeures de baseball.
Il est le frère cadet du joueur de baseball Caleb Joseph.

## Carrière
Corban Joseph est un choix de quatrième ronde des Yankees de New York en 2008.
Il fait ses débuts dans le baseball majeur le 13 mai 2013 à l'occasion d'un programme double entre les Yankees et les Indians, à Cleveland. Joseph débute la première rencontre au premier but, qui n'est pas sa position habituelle, avant de retrouver un endroit plus familier, le deuxième coussin, dans le second duel de la journée. Il réussit dans le deuxième match son premier coup sûr dans les majeures, un double aux dépens du lanceur Trevor Bauer.
Après avoir joué dans les ligues mineures avec un club-école des Yankees en 2014, il rejoint la saison suivante les Braves d'Atlanta.